# Reflux (chemie)

Aparatura pro reflux

Reflux je cyklický děj při němž se reakční směs zahřívá a nechá se vypařovat. Následně páry kondenzují a navrátí se do reakční směsi. Takto se děj opakuje do doby, dokud se do systému nepřestane dodávat teplo. Například v baňce se ohřívá látka, která se začne vypařovat, její páry se dostanou do chladiče, kde kondenzují a jako kapky zpět stékají do baňky.
Kondenzaci par lze zajistit např. zpětným chladičem.